# 開基臨水夫人媽廟
22°59′18″N 120°12′26″E / 22.988290°N 120.207254°E
開基臨水夫人媽廟舊稱臨水夫人廟，位於臺灣臺南市中西區，延平郡王祠西北方，為一間主奉臨水夫人的寺廟。該廟會舉行與生育相關的儀式「栽花換斗」、「移花換斗」、「過囝仔關」等等。
臺灣清代已存在且被方志記載的臨水夫人廟只有該廟以及高雄旗後臨水宮、高雄大社碧雲宮，其中臺南的臨水夫人廟為最早見於文獻記載者。

## 沿革

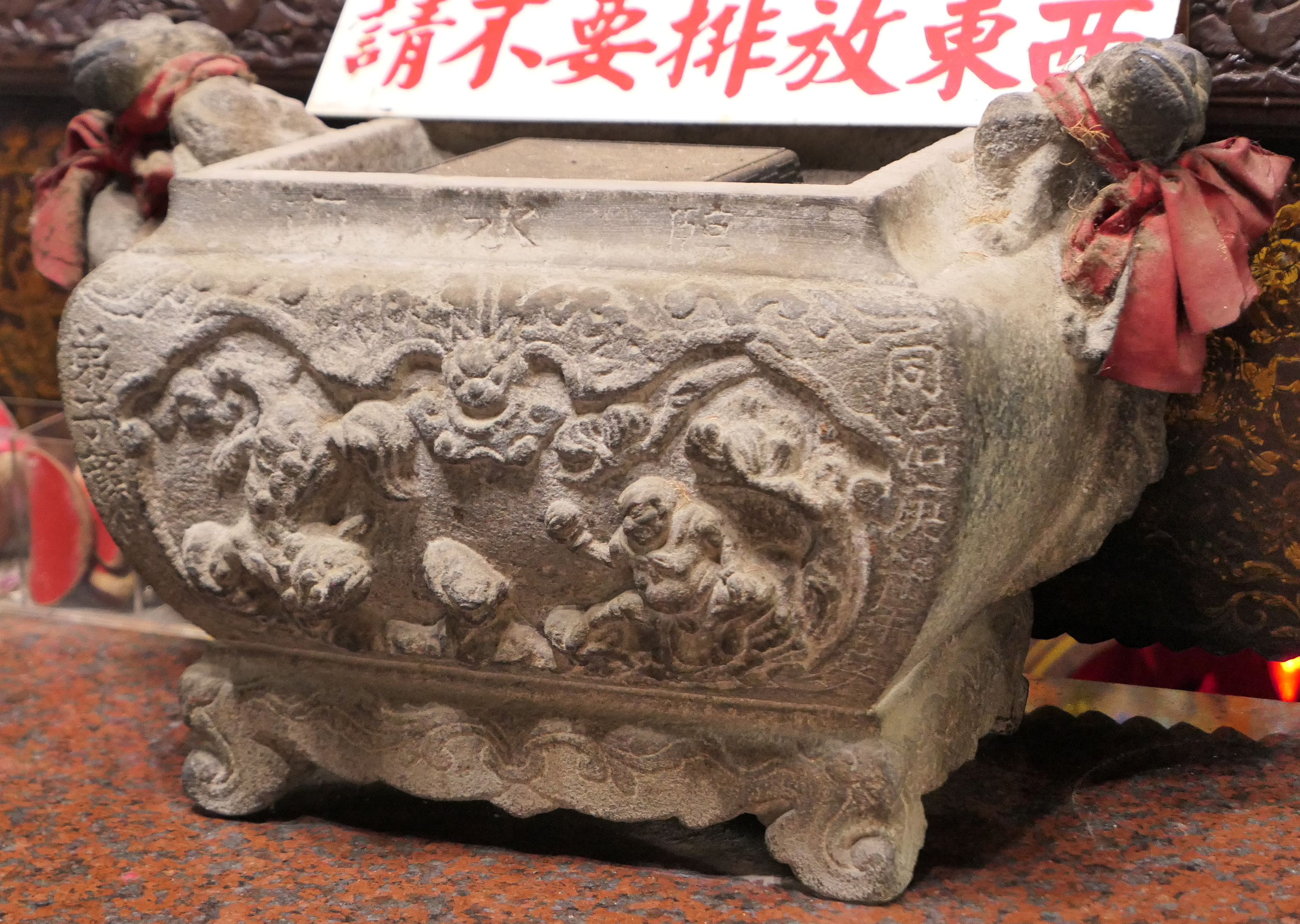
同治九年（1870年）古香爐

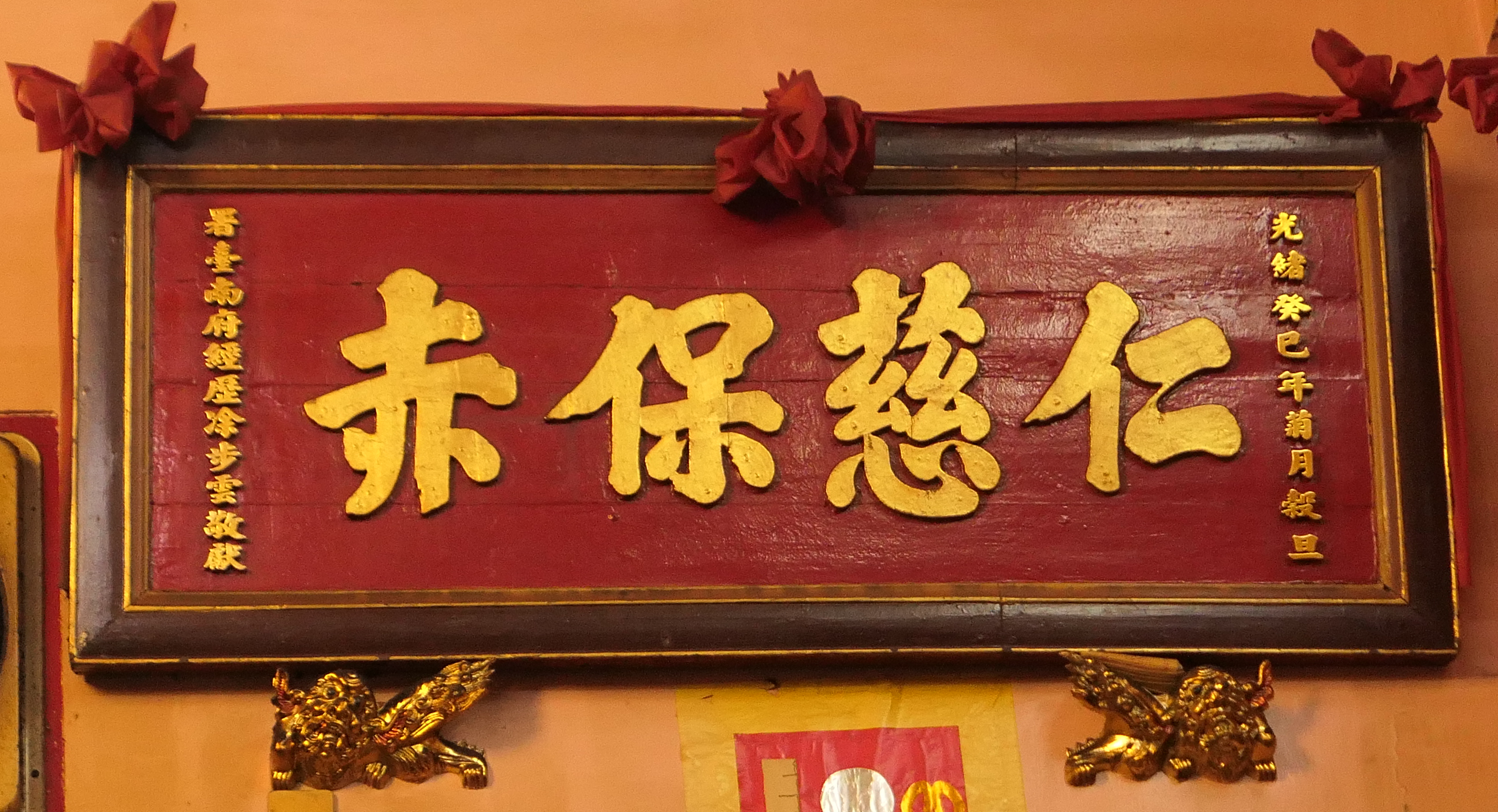
光緒十九年（1893年）「仁慈保赤」匾

臨水夫人媽廟建於清乾隆年間，最早可見於乾隆五年（1740年）劉良璧主編的《重修福建臺灣府志》，當時廟宇位在府城寧南坊。《續修臺灣縣志》（1807年）寫說該廟原在寧南坊，後來遷往東安坊山仔尾。此外《續修臺灣縣志》還寫說該廟是「乾隆五十一年里人梁厚鳩眾建。」而根據廟方說法，這座廟是過去臺灣府城的福州移民所建，而後咸豐二年（1852年）地方仕紳出資修建，並加奉祀三奶夫人中的二媽林紗娘、三媽李三娘。在這之後，該廟於光緒十二年（1886年）曾重修過。
日治時代昭和十年（1935年），有莊燦珍、詹德樑、洪西岐、吳森玉、趙澄源等5人發起樂捐重建。二次大戰後，於民國37年（1948年）、民國51年（1960年）又分別整修一次。此外該廟實施管理人制，設管理人執掌廟務，並將廟名改稱為「臨水夫人媽廟」。
歷經20多年後，由於寺廟年久失修，於民國72年（1984年）2月26日動工整修，至民國78年（1989年）1月24日舉行入廟安座儀式。民國102年（2013年），增建後殿。民國103年（2014年）12月28日到次年（2015年）1月3日期間啟建甲午年慶成禳災祈安三朝清醮。民國109年（2020年）更名為「開基臨水夫人媽廟」，並經臺南市政府備查。

## 奉祀神明
臨水夫人媽廟正殿主祀臨水夫人以及與臨水夫人合稱「三奶夫人」的林紗娘、李三娘，此外還供奉有註生娘娘、花公花婆。龍邊廂房供奉大聖爺公（丹霞大聖）與三十六婆姐（第1到18宮），虎邊廂房則供奉有福德正神、顧花童子、招財進寶童子、三十六婆姐（第19到36宮）等神祇。後殿一樓也供奉臨水夫人、註生娘娘、花公花婆、三十六婆姐、虎婆等神，主要作為法事場地。後殿二樓則供奉有觀音佛祖、文昌帝君與月下老人。